# Флоріан Аллгауер
Флоріан Аллгауер (італ. Florian Allgauer; нар. 7 січня 1979) — колишній італійський тенісист.
Найвищу одиночну позицію світового рейтингу — 216 місце досяг 26 липня 1999, парну — 261 місце — 15 листопада 1999 року.

## Титули ITF Ф'ючерс

### Одиночний розряд: 1
| Дата     | Турнір           | Покриття | Суперник        | Рахунок       |
| -------- | ---------------- | -------- | --------------- | ------------- |
| Тра 1999 | Італія F8, Форлі | Ґрунт    | Філіппо Мессорі | 6–1, 1–6, 6–2 |

### Парний розряд: 1
| Дата     | Турнір            | Покриття | Партнер    | Суперники                       | Рахунок       |
| -------- | ----------------- | -------- | ---------- | ------------------------------- | ------------- |
| Лип 1998 | Італія F11, Forlì | Ґрунт    | Ігор Гауді | Алессандро да Коль Маттео Готті | 4–6, 7–5, 6–3 |